# Metamorphosis (álbum de The Rolling Stones)
Metamorphosis es el undécimo álbum recopilatorio de la banda británica The Rolling Stones, el tercero lanzado por el exmánager Allen Klein de ABKCO Records (quien tomó el control del material que la banda había registrado para Decca/London en 1970) después de que la banda rompiera con Decca y Klein. Metamorphosis fue lanzado en 1975 y se centra en tomas descartadas y versiones alternativas de algunas canciones un tanto conocidas grabadas entre 1964 a 1970. La portada del álbum hace alusión al libro de Franz Kafka, La metamorfosis.

## Historia

### Antecedentes
Luego del lanzamiento de Hot Rocks 1964-1971 (1971), un álbum titulado Necrophilia fue compilado para ser lanzado y convertirse en el sucesor de Hot Rocks con la ayuda de Andrew Loog Oldham, quien aporto mucho material inédito (o, más exactamente, descartado) durante el período que la banda pertenecía a la discográfica Decca/London. Finalmente el proyecto no llegó a materializarse y se optó por lanzar More Hot Rocks (Big Hits & Fazed Cookies) dejando de lado las posibilidades de un lanzamiento con material inédito. En 1974, con el fin de dar un aire de autoridad, Bill Wyman se dedicó a trabajar en la recopilación de un álbum que tituló Black Box. Al mismo tiempo, Allen Klein buscaba más canciones compuestas por Mick Jagger/Keith Richards por razones monetarias y también las versiones que Wyman mantenía inéditas. Finalmente Metamorphosis fue lanzado en lugar de Black Box.
La mayoría de las pistas que aparecen en el lado uno del disco de vinilo (todas las pistas hasta "Try a Little Harder", exceptuando "Don't Lie to Me") son canciones demos, escritas por Jagger y Richards. La mayoría de canciones fueron grabadas con músicos de sesión como Big Jim Sullivan en guitarra, Clem Cattini en batería, y Jimmy Page en guitarra, por lo cual los Rolling Stones tenían pensado no publicar estas grabaciones. De hecho, en la mayoría de estos temas el único miembro de los Rolling Stones que aparece en todos los temas es Jagger. Mientras que "Out of Time" y "Heart of Stone" eran canciones conocidas, aparecen interpretaciones diferentes, con músicos de sesión proporcionando el soporte. El lado dos incluye grabaciones inéditas de la banda creadas hasta las sesiones de Sticky Fingers en 1970.

### Lanzamiento y recepción
Lanzado en junio de 1975, Metamorphosis salió el mismo día que la compilación autorizada por la banda Made in the Shade y también saco provecho del Tour de las Américas que los Stones emprendieron durante el verano de 1975. La reacción de la crítica fue tibia (muchos sintieron que algunas de las canciones era mejor dejarlas inéditas), sin embargo Metamorphosis se las arregló para llegar al puesto n.º 8 en las listas norteamericanas, mientras que en el Reino Unido apenas alcanzaría el puesto 45. Los sencillos, "Out of Time" (cuenta con Jagger cantando sobre la misma pista que utilizó Chris Farlowe para su versión de 1966) y la versión de "I Don't Know Why" de Stevie Wonder estuvieron brevemente en las listas de singles.
Tras su lanzamiento inicial, Metamorphosis fue lanzado con 16 canciones para el Reino Unido, mientras que la edición americana tenía sólo 14 pistas omitiendo "Some Things Just Stick in Your Mind" y "We're Wastin' Time". En agosto de 2002, la versión completa del Reino Unido fue reeditada y nuevamente remasterizada en Compact Disc y SACD digipak por ABKCO Records.

## Lista de canciones
Todas las canciones compustas por Jagger/Richards, excepto donde se indique.
Lado uno
1. "Out of Time" – 3:22
2. "Don't Lie to Me" (Hudson Whittaker) – 2:00
3. "Some Things Just Stick in Your Mind" – 2:25
4. "Each and Everyday of the Year" – 2:48
5. "Heart of Stone" – 3:47
6. "I'd Much Rather Be With the Boys" (Andrew Loog Oldham, Keith Richards) – 2:11
7. "(Walkin' Thru The) Sleepy City" – 2:51
8. "We're Wastin' Time" – 2:42
9. "Try a Little Harder" – 2:17

Lado dos
1. "I Don't Know Why" (Stevie Wonder, Paul Riser, Don Hunter, Lula Hardaway) – 3:01
2. "If You Let Me" – 3:17
3. "Jiving Sister Fanny" – 2:45
4. "Downtown Suzie" (Bill Wyman) – 3:52
5. "Family" – 4:05
6. "Memo from Turner" – 2:45
7. "I'm Going Down" – 2:52

## Detalles de la grabación
"Out of Time" – 3:22
- Grabada del 27 al 30 de abril de 1966
- El demo -con Jagger en voz principal- de la versión del sencillo de Chris Farlowe

"Don't Lie to Me" – 2:00
- Grabado el 10 de junio de 1964
- Incorrectamente acreditado a Jagger y Richards en el álbum
- Músicos: Mick Jagger (voz), Keith Richards (guitarra), Brian Jones (guitarra), Charlie Watts (batería), Bill Wyman (bajo), Ian Stewart (piano)

"Some Things Just Stick in Your Mind" – 2:25
- Grabado el 13 de febrero de 1964
- La primera versión de esta canción para ser publicada (a principios de 1965) era por el dúo americano Dick y Dee Dee, seguido estrechamente de la grabación de Vashti Bunyan

"Each and Everyday of the Year" – 2:48
- Grabado a principios de septiembre de 1964
- La versión de Bobby Jameson de esta canción presenta la misma pista de apoyo que esta grabación. También estaba cubierta por un grupo que se conoció con el nombre de Thee, en 1965

"Heart of Stone" – 3:47
- Grabada del 21 hasta el 23 de julio de 1964 con Jimmy Page en la guitarra y Clem Cattini en la batería

"I'd Much Rather Be With the Boys" – 2:11
- Grabada en febrero de 1965
- Originalmente publicada por The Toggery 5 en 1965.

"(Walkin' Thru The) Sleepy City" – 2:51
- Grabada a principios de septiembre de 1964
- Originalmente publicada por The Mighty Avengers en 1965

"We're Wastin' Time" – 2:42
- Grabada a principios de septiembre de 1964
- Originalmente publicada por Jimmy Tarbuck en 1965

"Try a Little Harder" – 2:17
- Grabada el 13 de febrero de 1964

"I Don't Know Why" – 3:01
- Grabada el 3 de julio de 1969 (la misma noche en que Brian Jones murió) durante las sesiones de Let It Bleed
- La música después de una detención se empalmó en una etapa posterior. El segundo solo de guitarra slide de Mick Taylor es una copia del primero
- Incorrectamente acreditado a Jagger, Richards y Taylor en la primera edición del álbum. Los créditos fueron corregidos en la segunda edición y en la versión SACD del 2002

"If You Let Me" – 3:17
- Grabada entre noviembre y diciembre de 1966 como outtake de Between the Buttons
- Músicos: Mick Jagger (voz), Keith Richards (guitarra), Brian Jones (arpa), Charlie Watts (batería), Bill Wyman (bajo), Ian Stewart (piano)

"Jiving Sister Fanny" – 2:45
- Grabada en junio de 1969, durante las sesiones de Let It Bleed, con Taylor en la guitarra

"Downtown Suzie" – 3:52
- Grabada el 23 de abril de 1969 como outtake de Let It Bleed bajo el título original "Sweet Lucie Lyle". Cuenta con Ry Cooder en guitarra afinada en Open G Tuning. Canción escrita por Bill Wyman.

"Family" – 4:05
- Grabada el 28 de junio de 1968 como outtake de Beggars Banquet.
- Músicos: Mick Jagger (voz), Keith Richards (guitarra), Charlie Watts (batería), Bill Wyman (bajo), Nicky Hopkins (piano), Jimmy Miller (percusión)

"Memo from Turner" – 2:45
- Grabada el 17 de noviembre de 1968; una toma diferente fue lanzada como un sencillo de Mick Jagger en octubre de 1970 y aparece en la película Performance.
- Con Jagger en voz y Al Kooper en la guitarra, la identidad de los otros músicos en esta pista no está clara, con Jim Capaldi y Steve Winwood de Traffic, así como los otros Rolling Stones, siendo mencionados como que tocan en ella

"I'm Going Down" – 2:52
- Grabada principalmente en el otoño de 1969.
- Músicos: Mick Jagger (voz), Keith Richards (guitarra), Mick Taylor (bajo), Charlie Watts (batería), Bobby Keys (saxo), Rocky Dijon (percusión), Stephen Stills (guitarra)
- Acreditada a Jagger, Richards y Taylor en la primera edición del álbum. Los créditos se cambiaron a Jagger / Richards con la segunda edición y la edición SACD de 2002

## Posiciones en las listas
Álbum
| Año  | Chart                | Posición |
| ---- | -------------------- | -------- |
| 1975 | UK Top 50 Albums     | 45       |
| 1975 | Billboard Pop Albums | 8        |

Sencillos
| Año  | Sencillo           | Chart                 | Posición |
| ---- | ------------------ | --------------------- | -------- |
| 1975 | "I Don't Know Why" | The Billboard Hot 100 | 42       |
| 1975 | "Out of Time"      | The Billboard Hot 100 | 81       |
| 1975 | "Out of Time"      | UK Top 50 Singles     | 45       |